# Pulavar K. Govindan
Pulavar K. Govindan – indyjski polityk.
Należał do społeczności Mudaliarów. Był działaczem Drawidyjskiej Federacji Postępu (DMK). Kilkakrotnie piastował mandat deputowanego do Zgromadzenia Ustawodawczego Tamilnadu, pełnił funkcje jego wiceprzewodniczącego (1967-1969) oraz przewodniczącego (1969-1971, 1973-1977).